# Текута (комуна)
Текута (рум. Tăcuta) — комуна у повіті Васлуй в Румунії. До складу комуни входять такі села (дані про населення за 2002 рік):
- Думаска (429 осіб)
- Кужба (134 особи)
- Мірчешть (324 особи)
- Протопопешть (756 осіб)
- Софієнь (88 осіб)
- Текута (895 осіб)
- Фокшаска (800 осіб)

Комуна розташована на відстані 302 км на північний схід від Бухареста, 31 км на північ від Васлуя, 27 км на південь від Ясс.

## Населення
За даними перепису населення 2002 року у комуні проживали 3426 осіб.
Національний склад населення комуни:
| Національність   | Кількість осіб | Відсоток |
| ---------------- | -------------- | -------- |
| румуни           | 3348           | 97,7%    |
| росіяни-липовани | 78             | 2,3%     |

Рідною мовою назвали:
| Мова      | Кількість осіб | Відсоток |
| --------- | -------------- | -------- |
| румунська | 3348           | 97,7%    |
| російська | 78             | 2,3%     |

Склад населення комуни за віросповіданням:
| Релігія        | Кількість осіб | Відсоток |
| -------------- | -------------- | -------- |
| православні    | 3302           | 96,4%    |
| старообрядці   | 53             | 1,5%     |
| бретрени       | 33             | 1,0%     |
| п'ятдесятники  | 19             | 0,6%     |
| римо-католики  | 8              | 0,2%     |
| адвентисти     | 3              | 0,1%     |
| греко-католики | 2              | 0,1%     |